# Christenmühle
Christenmühle (fränkisch: Grisdnmil oder Owamil) ist ein Gemeindeteil der Gemeinde Rohr im Landkreis Roth (Mittelfranken, Bayern). Christenmühle liegt in der Gemarkung Rohr.

## Geographie
Die Einöde liegt an der Schwabach. Südwestlich des Ortes liegt das Flurgebiet Tiefes Tal. Die Kreisstraße AN 29/RH 12 führt nach Göddeldorf (1,5 km westlich) bzw. zur Staatsstraße 2239 bei Rohr (0,4 km östlich).

## Geschichte
Der Ort wurde 1404 als „Obermul“ erstmals urkundlich erwähnt, 1454 als „Cristen Mul“, benannt nach dem Pächter Christ. Der Hof gehörte zur Deutschordenskommende Nürnberg. 1623 wurde sie als Besitz namentlich ausgewiesen.
Gegen Ende des 18. Jahrhunderts gehörte Christenmühle zur Realgemeinde Rohr. Die Christenmühle bestand nur aus einem Anwesen. Das Hochgericht übte das brandenburg-ansbachische Oberamt Schwabach aus. Die Mahl- und Sägemühle hatte die Deutschordenskommende Nürnberg als Grundherrn. Unter der preußischen Verwaltung (1792–1806) des Fürstentums Ansbach erhielt die Christenmühle die Hausnummer 56 des Ortes Rohr.
Von 1797 bis 1808 unterstand der Ort dem Justiz- und Kammeramt Schwabach. Im Rahmen des Gemeindeedikts wurde 1808 Christenmühle dem Steuerdistrikt Rohr, I. Sektion und der 1818 gebildeten Ruralgemeinde Rohr zugeordnet.

### Baudenkmal
- Haus Nr. 1: Müller-Wohnhaus[10]

### Einwohnerentwicklung
| Jahr      | 001818 | 001840 | 001861 | 001871 | 001885 | 001900 | 001925 | 001950 | 001961 | 001970 | 001987 |
| Einwohner | 5      | 11     | *      | 10     | 12     | 7      | 7      | 13     | 6      | 6      | 5      |
| Häuser    | 1      | 1      |        |        | 1      | 1      | 1      | 1      | 1      |        | 1      |
| Quelle    | [ 12 ] | [ 13 ] | [ 14 ] | [ 15 ] | [ 16 ] | [ 17 ] | [ 18 ] | [ 19 ] | [ 20 ] | [ 21 ] | [ 1 ]  |

## Religion
Der Ort ist seit der Reformation evangelisch-lutherisch geprägt und bis heute nach St. Emmeram (Rohr) gepfarrt. Die Katholiken sind nach St. Sebald (Schwabach) gepfarrt.